# Tejn
 For alternative betydninger, se Tejn (flertydig). (Se også artikler, som begynder med Tejn)
Tejn er en havneby på det nordøstlige Bornholm med 796 indbyggere  (2024), beliggende 4 km sydøst for Allinge-Sandvig, 11 km nordvest for Gudhjem. og 22 km nordøst for kommunesædet Rønne. Byen ligger i Bornholms Regionskommune, der hører til Region Hovedstaden.
Tejn hører til Olsker Sogn. Den gamle sognekirke Sankt Ols, der er en af Bornholms 4 rundkirker, ligger 3 km sydvest for Tejn, men Tejn Kirke fra 1940 ligger midt i byen. Tejn er vokset sammen med Sandkås, hvis nordligste del (Poppelvej) hører til Allinge-Sandvig Sogn. Allinge Kirke ligger 3 km nord for Sandkås.

## Faciliteter
Tejn Havn er Bornholms næststørste fiskerihavn, kun overgået af Nexø. Den er desuden en stor lystbådehavn, og hvert forår samler et træf for trolling-fiskere over 200 både. Havnen har servicevirksomheder for både, bl.a. stor bedding, værft, skibselektriker, skibsmotorværksted, sejlmager og skibsudstyrsforretning.
Tejn Medborgerhus kan rumme 50 personer til spisning, 90 til møde. Det huser også Tejn lokalhistoriske Arkiv og borgerforeningens bibliotek.
Byen har Dagli'Brugs, specialforretninger, spisesteder og møntvaskeri. I Sandkås er der 5 hoteller, en pension og en campingplads.

## Historie
I 1899 blev Tejn beskrevet således: "Tejn Skole. Fiskerlejet Tejn, (gml. Form Teding, Thegne) har en Havn, hvis Inderhavn har 7, Yderhavn 8 F. Vand." Målebordsbladene viser desuden en mølle og en vagtbod. Det lave målebordsblad fra 1900-tallet viser desuden en skole og en toldassistentbolig.
Tejn Mølle blev flyttet hertil fra Årsballe i 1852. Den står nu på Melstedgård.

### Jernbanen
Tejn fik station på Rønne-Allinge Jernbane (1913-53). Stationen havde omløbsspor med svinefold og siderampe. Sandkås havde trinbræt med pavillon.
Stationsbygningen er bevaret på Kildesgårdsvej 17. Nord for Tejn Rensningsanlæg på Lærkegårdsvej går en sti, der følger banens tracé mod nord forbi Storedalen til en mark i Sandkås, hvor den drejer ned til Tejnvej.